# Ugli

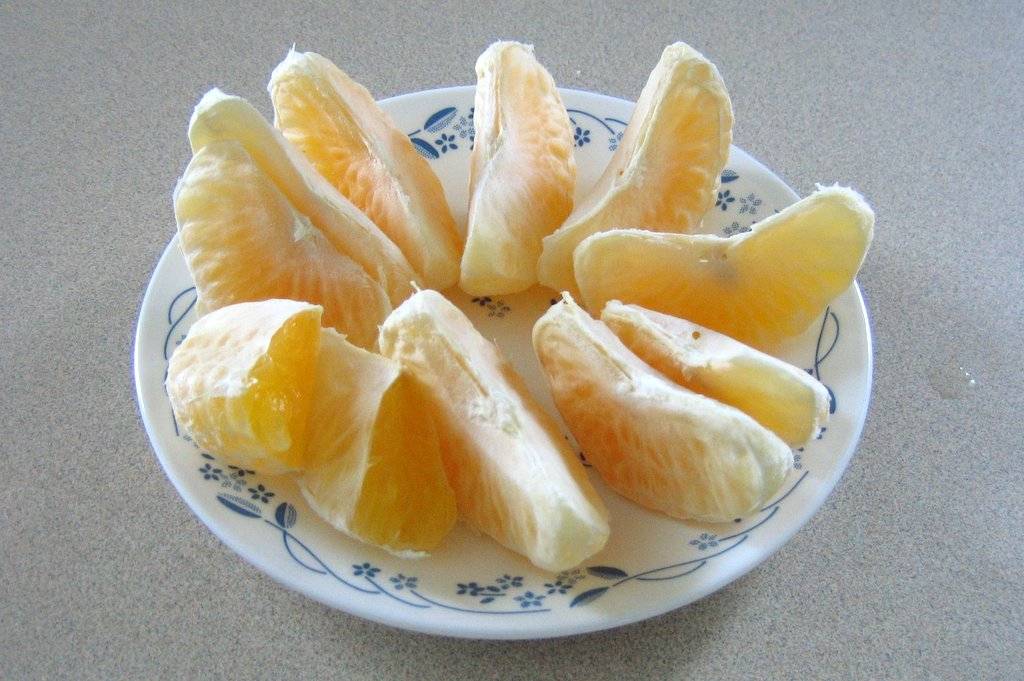
Ugli fruits, pelats i en seccions

L'ugli fruit o uglifruit és un fruit cítric tangelo de Jamaica creat fent un híbrid entre una aranja una taronja i una mandarina Va ser descobert en estat silvestre) a Jamaica lloc on es cultiva principalment. El seu nom deriva de la paraula ugly que en anglès vol dir lleig i fa referència a l'aparença poc atractiva de l'exterior del fruit. És un fruit molt sucós i la polpa és molt més dolça que la de l'aranja, la pell és fragant.